# Cyrano de Bergerac (1897)
Pour les articles homonymes, voir Cyrano de Bergerac.
La première représentation de Cyrano de Bergerac d'Edmond Rostand, mise en scène par Louis Péricaud, a lieu le 28 décembre 1897 à Paris, au Théâtre de la Porte-Saint-Martin. C'est un succès dès la première. La 100e a lieu le 25 mars 1898. Elle est jouée 200 fois de suite puis reprise avec à peu près la même distribution en 1900 jusqu'à la 600e en 1902, sauf pour le rôle de Roxane. Les applaudissements durent plus d'une heure, provoquant quarante rappels.

## Personnages et distribution des rôles lors de la première[2]
- Cyrano de Bergerac : Coquelin aîné
- Christian de Neuvillette : Maurice Volny
- Comte de Guiche : Maxime Desjardins
- Ragueneau : Jean Coquelin
- Carbon de Castel-Jaloux : Benoît Gravier
- Montfleury, 1er cadet de Gascogne : Louis Péricaud
- Lebret : Castillan
- Lignière : Rebel
- De Valvert : Nicolini
- Bellerose : Demey ou Davril
- 1er marquis : Fortuné Walter
- Officier espagnol : Émile Albert
- 3e cadet : Noizeux
- Cuigy : Godeau
- Un mousquetaire : Kirtal
- Un capucin : Stuart
- Un chevau-léger : Doubleau
- Un portier : Jourdan
- Brisailles : Borges
- Roxane : Maria Legault
- Sœur Marthe : Marguerite Esquilar
- Lise : Blanche Miroir
- La distributrice : Jeanne Kerwich
- Mère Marguerite :  Léontine Bouchetal
- La duègne : Mme Bourgeois
- 1er page : Marthe Marthy
- Une soubrette : Lucienne
- Sœur Claire : Pannetier
- 1re sœur : Bertha
- Une sœur : Loissier
- Un bourgeois : Person
- Un garde : Dannequin
- Un tire-laine : M. Bourgeois
- Un mousquetaire : Cartereau
- Un spectateur : Samson
- Un jeune homme : Chabert
- Un marquis : Georges Laumonier
- Un marquis : Hemery
- Un musicien : Gaston Henry

## Décors et costumes
- Décors de Eugène Carpezat, Victor Brard, Lemeunier, Marcel Jambon, Bailly
- Costumes dessinés par Choubrac, réalisé par la maison Pacaud
- Accessoires de Ernest Dieudonné
- Cartonnage de Massé
- Coiffures de Charles Aimé
- Chapeau de Roxane : Mme Carlier

## Critiques
« M. Coquelin n'a été plus merveilleux que dans ce maître rôle de Cyrano, l'un des plus écrasants qui existent au monde. ... Diction, geste ; tout a été parfait, enlevant, émouvant, prodigieusement lyrique... Rimes riches ou d'une négligence voulue, tours imprévus, assonances réjouissantes et cocasses, tendresse, passion, poésie ailée... Mlle Legault, une touchante et spirituelle Roxane, ni pour M. Volny, qui tire bon parti d'un rôle médiocre, ni pour M. Desjardins, sobre et parfait gentilhomme sous le manteau du comte de Guiche. M. Gravier a dessiné un bon type de capitaine gascon, et MM. Jean Coquelin (un très amusant Ragueneau), Péricaud, Mmes Bourgeois et Blanche Miroir sont dignes de leur donner la réplique. La mise en scène est superbe. Les décors et les costumes sont presque aussi riches que les vers : ce qui n'est pas peu dire... Encore un coup, succès, et succès pleinement mérité : un beau soir, vraiment, pour les lettres françaises. »
— Edmond Stoullig
« Si Savinien Cyrano a trouvé son poète, il a également rencontré son interprète, M. Coquelin, qui, dans ce rôle écrasant, s'est montré étourdissant de verve, de faconde, d'entrain, de finesse et d'émotion. Et dame ! tous se ressentent un peu de ce voisinage éblouissant ; ils s'en ressentent d'autant plus qu'aucun personnage n'est vraiment développé : il n'en faut pas moins féliciter MM. Desjardins, Jean Coquelin, Volny, Mme Maria Legault, qui marchent à la tête d'une distribution très d'ensemble. »
— Paul-Émile Chevallier